# Dasystoma salicella
Dasystoma salicella — вид лускокрилих комах родини Lypusidae.

## Поширення
Вид поширений в Європі, індродукований до США.

## Опис
Розмах крил самиць 6-10 мм, самців — 17-20 мм. Самиці не вміють літати.

## Спосіб життя
Метелики літають у березні-квітні. Личинки живляться листям дуба, берези, верби, рододендрону.